# Spiegelhütte

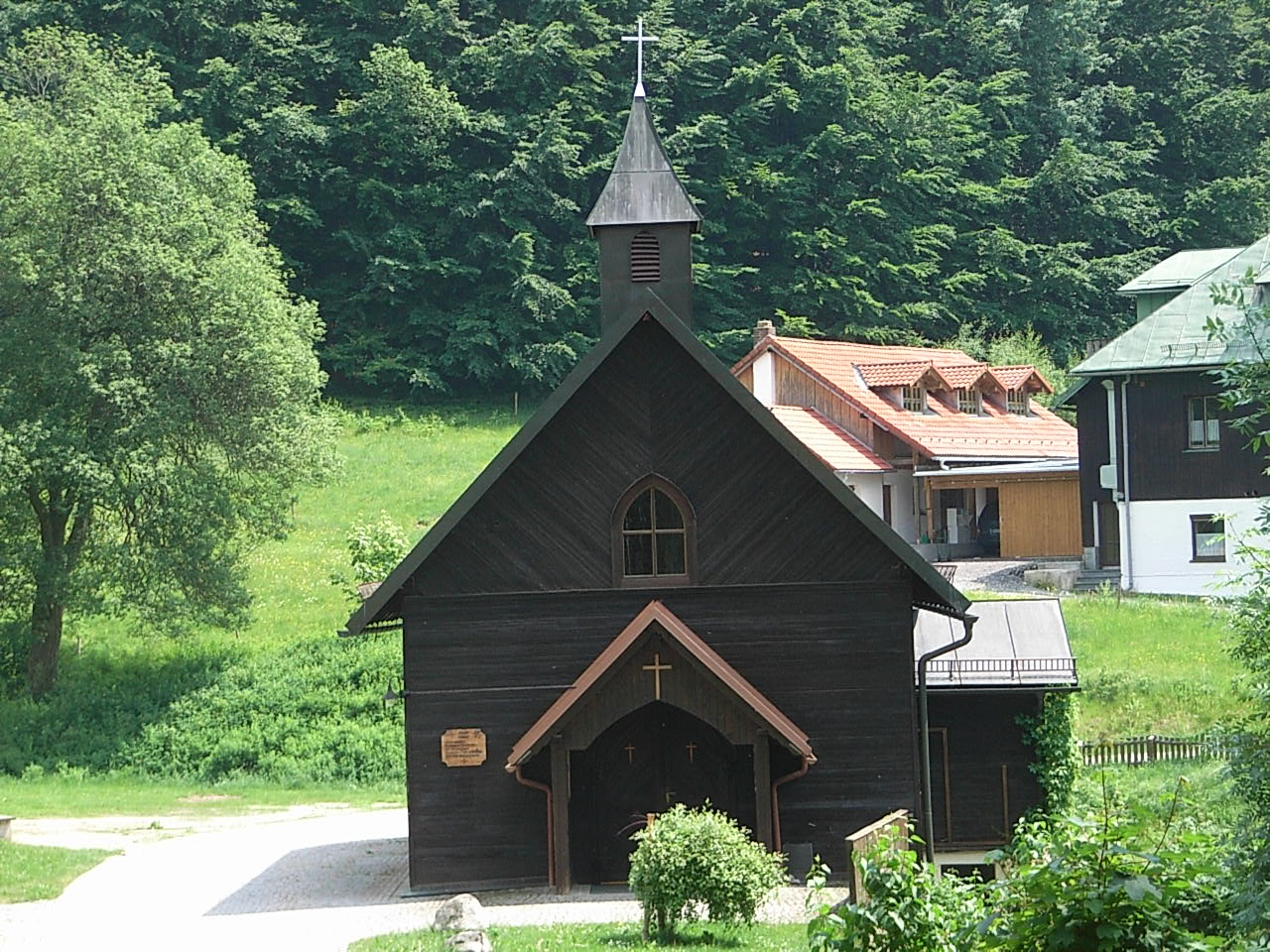
Die Kirche St. Stephanus

Spiegelhütte ist ein Ortsteil der Gemeinde Lindberg im niederbayerischen Landkreis Regen.

## Lage
Das Kirchdorf Spiegelhütte liegt südlich von Scheuereck am Fuße des Kiesrucks im Bayerischen Wald.

## Geschichte
Die abgelegene Gegend am Vorderscheuereckbach gehörte zum Glashüttengut Oberzwieselau. 1834 nahm hier eine Glashütte ihren Betrieb auf. Sie produzierte, wie der Name erkennen lässt, zunächst Flachglas. Nach dem Brand von 1848 stellte die neu erbaute Hütte jedoch auf Hohlglas um. Mit der Aufteilung des Gutes durch Benedikt Ritter von Poschinger 1856 kam Spiegelhütte zum Glashüttengut Buchenau.
1893 nahmen die Glashüttenwerke Ferdinand von Poschinger an der Weltausstellung in Chicago teil und erhielten eine Silbermedaille. Um 1900 begann man mit der Fertigung von hochwertigem, luxuriösem Jugendstilglas im Stil der Schule von Nancy. Gefertigt wurden besonders Vasen und anderes hohles Kristallglas. Die Entwürfe bedeutender Glaskünstler wie Karl Schmoll von Eisenwerth, Georg Carl von Reichenbach, Richard Riemerschmid, Adelbert Niemeyer, Albin Müller, Julius Diez und Peter Behrens kamen hier zur Ausführung.
Die Glashütte musste 1931 schließen. In Spiegelhütte, das etwa 100 Einwohner zählt, erinnern an die Zeit der Glasfertigung heute noch die ehemalige Schleiferei (Schleif) und die ehemalige Direktorenvilla, die beide als Ferienwohnungen genutzt werden.
Die hölzerne Kirche St. Stephanus, eine Filialkirche der Pfarrei Lindberg, wurde am 26. Dezember 1949 von Generalvikar Dr. Franz Seraph Riemer geweiht. Sie enthält ein Stephanus-Gemälde des Passauer Künstlers Bernhard Forster.

## Vereine
In Spiegelhütte findet man die folgenden zwei Vereine: Den Stopselverein Spiegelhütte und den Feuerwehr- und Dorfverein Spiegelhütte.